# Rupt
Rupt é uma comuna francesa na região administrativa de Grande Leste, no departamento de Haute-Marne. Estende-se por uma área de 6,53 km². Em 2010 a comuna tinha 350 habitantes (densidade: 53,6 hab./km²).